# Heinrich Reiter
Pour les articles homonymes, voir Reiter.
Heinrich Reiter, né le 27 août 1930 à Freising et mort le 31 août 2022, est un juriste allemand qui préside notamment le Tribunal social fédéral du 1er juillet 1984 au 31 août 1995, à la suite de Georg Wannagat.